# Hiromasa Yonebayashi
Hiromasa Yonebayashi (米林 宏昌?, Yonebayashi Hiromasa; Prefettura di Ishikawa, 10 luglio 1973) è un animatore e regista giapponese che lavora principalmente all'interno dello Studio Ghibli di Hayao Miyazaki e Isao Takahata.

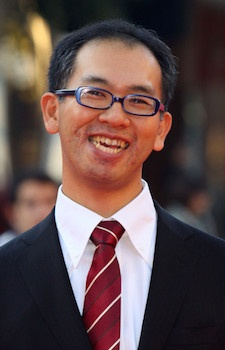
Hiromasa Yonebayashi

Dopo diversi anni di collaborazioni in veste di animatore per la lavorazione di alcuni film di Miyazaki, ha esordito alla regia nel 2010 con Arrietty - Il mondo segreto sotto il pavimento, tratto dalla serie di romanzi degli Sgraffignoli di Mary Norton, diventando così il più giovane regista dello studio.

## Le collaborazioni nello Studio Ghibli
Yonebayashi collabora all'animazione di 8 lungometraggi dello Studio Ghibli, nell'arco di oltre 10 anni.

Le sue collaborazioni non riguardano solo Miyazaki, ma anche altri registi come il cofondatore dello Studio Ghibli, Isao Takahata; il figlio di Hayao Miyazaki, Goro e il regista Hiroyuki Okiura.
Nel 2015 lascia lo Studio Ghibli per co-fondare lo Studio Ponoc nel quale confluiranno numerosi artisti provenienti dallo Studio Ghibli.

## Esordio alla regia
Dopo questo lungo periodo come animatore, lo stesso Hayao Miyazaki scrive una sceneggiatura per un lungometraggio, tratta dal romanzo di Mary Norton The Borrowers (I Rubacchiotti) e ne offre la regia a Yonebayashi, donandogli allo stesso tempo la possibilità di dirigere il suo primo film. Yonebayashi accetta l'offerta e sotto la supervisione di Miyazaki realizza il film che segna il suo debutto come regista.
Il film è uscito il 17 giugno 2010 in patria, incassando molto bene.

Il 4 novembre dello stesso anno, è stato presentato in anteprima nazionale al Festival Internazionale del Film di Roma, alla presenza del regista e del produttore del film, Toshio Suzuki.
Il film è uscito il 14 ottobre 2011 nelle sale italiane

## Filmografia

### Regia
- Arrietty - Il mondo segreto sotto il pavimento (借りぐらしのアリエッティ, Karigurashi no Arrietty) (2010)
- Quando c'era Marnie (思い出のマーニー, Omoide no Mānī) (2014)
- Mary e il fiore della strega (メアリと魔女の花, Meari to Majo no Hana) (2017)
- Eroi modesti - Ponoc Short Films Theatre, episodio Kanini & Kanino (2018)

### Animatore
- Princess Mononoke (もののけ姫, Mononoke-hime) (1997)
- Jin-Roh - Uomini e lupi (1998)
- I miei vicini Yamada (ホーホケキョとなりの山田くん, Hōhokekyo tonari no Yamada-kun) (1999)
- La città incantata (千と千尋の神隠し, Sen to Chihiro no kamikakushi) (2001)
- Mei to Konekobasu (2002)
- Il castello errante di Howl (ハウルの動く城, Hauru no ugoku shiro) (2004)
- I racconti di Terramare (ゲド戦記, Gedo senki) (2006)
- Mizugomo Monmon (2006)
- Ponyo sulla scogliera (崖の上のポニョ, Gake no ue no Ponyo) (2008)
- Il ragazzo e l'airone (君たちはどう生きるか, Kimi-tachi wa dō ikiru ka) (2023)